# Josef Wedl

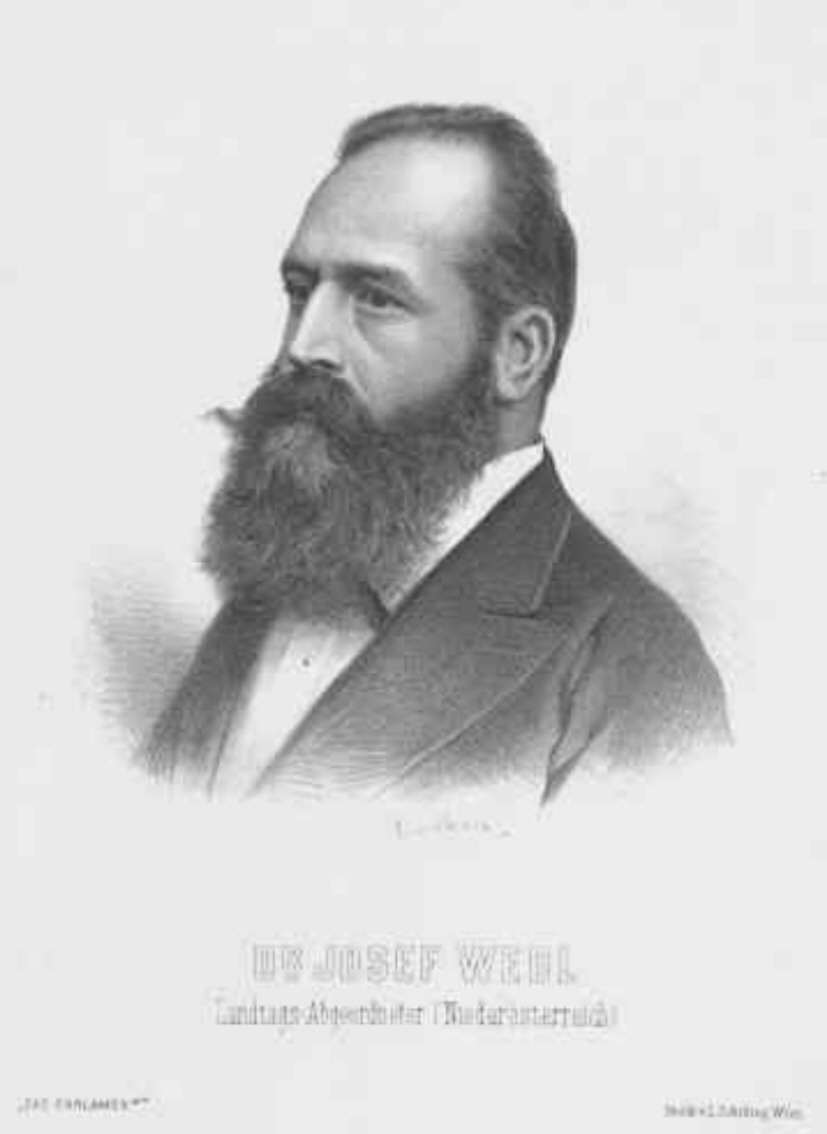
Josef Wedl

Josef Wedl (* 6. Dezember 1835 in Wien; † 21. Jänner 1901 ebenda) war ein österreichischer Politiker und Feuerwehrfunktionär.

## Leben
Josef Wedl studierte an der Universität Innsbruck Rechtswissenschaft. Mit 12 Kommilitonen stiftete er 1859 das Corps Chinesia. Unter Franz Thurner wurde er Mitglied der neu gegründeten Innsbrucker Feuerwehr. Er kam nach seinem Studienabschluss nach Wiener Neustadt und wurde nach Gründung seiner Feuerwehr deren erster Hauptmann (Kommandant). Als Mitglied der Deutschliberalen Partei konnte Wedl durch die politischen Kontakte auch der Feuerwehr helfen. 1869 wurde er Gemeinderat in Wiener Neustadt und 1871 Bürgermeister-Stellvertreter und im selben Jahr auch Abgeordneter des niederösterreichischen Landtages. In der Folge wurde er auch in den Reichsrat (Österreich) gewählt. In der Feuerwehr vertrat Wedl eine Trennung von den Turnvereinen, die die eigentlichen Träger der ersten Freiwilligen Feuerwehren im deutschen Sprachraum waren. So war die Feuerwehr von Wiener Neustadt vermutlich die erste, die sich vom Turnverein trennte. 1876 wurde Wedl der erste Obmann des Verbandes der freiwilligen und Turner-Feuerwehren Nieder-Österreichs und damit der erste Landesfeuerwehrkommandant Niederösterreichs.
1893 wurde er nach Erkenntnis des Disziplinarsenates des Obersten Gerichtshofs aus der Advokatenliste gestrichen. Wedl trat von allen Funktionen zurück und übersiedelte, vermutlich verarmt, nach Wien und wurde Vertreter des Feuerwehrherstellers Reginald Czermack aus Teplitz in Böhmen. Mit 66 Jahren gestorben und kremiert, wurde Wedls Urne in Wiener Neustadt beigesetzt.